# Nymphon prolatum
Nymphon prolatum is een zeespin uit de familie Nymphonidae. De soort behoort tot het geslacht Nymphon. Nymphon prolatum werd in 1942 voor het eerst wetenschappelijk beschreven door Fage. 